# Баглій Гаврило Миколайович
Гаврило Миколайович Баглій (1887, Катеринослав — 1920) — робітник-залізничник, комісар Південно-Західної залізниці (1917).
Народився 1887 у Катеринославі, в робітничій родині. Член РСДРП з 1912.
У 1917 — член Виконкому Катерининської залізниці. 1918 — голова її військово-революційного штабу.
У 1919 році — голова Військово-революційного комітету, з червня — комісар Південно-Західної залізниці.
Помер від тифу 1920 року.

## Пам'ять
З 1923 до 2017 року на його честь було названо залізничну станцію (нині станція Запоріжжя-Кам'янське) у місті Кам'янське Придніпровської залізниці.
Довгий час підтримувалась легенда, що Гаврило Баглій загинув 1919 року під час оборони цієї станції від денікінців. Насправді помічником коменданта станції був його однофамілець.
1945 року з поділом міста Кам'янського на райони, один із районів отримав назву Баглійський (нині — Південний).
До 2015 році в Дніпрі на честь Гаврила Баглія носила назву вулиця Брацлавська[джерело?]. 